# Вайт-Лейк (Північна Кароліна)
Вайт-Лейк (англ. White Lake) — місто (англ. town) в США, в окрузі Блейден штату Північна Кароліна. Населення — 843 особи (2020).

## Географія
Вайт-Лейк розташований за координатами 34°39′2″ пн. ш. 78°29′34″ зх. д. / 34.65056° пн. ш. 78.49278° зх. д. (34.650608, -78.492639).  За даними Бюро перепису населення США в 2010 році місто мало площу 6,80 км², з яких 2,55 км² — суходіл та 4,25 км² — водойми.

## Демографія
Згідно з переписом 2010 року, у місті мешкали 802 особи в 351 домогосподарстві у складі 237 родин. Густота населення становила 118 осіб/км².  Було 1443 помешкання (212/км²).
Расовий склад населення:
| - 86,8 % — білих - 5,2 % — чорних або афроамериканців - 0,5 % — корінних американців - 0,4 % — азіатів - 6,1 % — осіб інших рас |

До двох чи більше рас належало 1,0 %. Частка іспаномовних становила 8,7 % від усіх жителів.
За віковим діапазоном населення розподілялося таким чином: 19,3 % — особи молодші 18 років, 63,5 % — особи у віці 18—64 років, 17,2 % — особи у віці 65 років та старші. Медіана віку мешканця становила 44,7 року. На 100 осіб жіночої статі у місті припадало 101,5 чоловіків;  на 100 жінок у віці від 18 років та старших — 99,7 чоловіків також старших 18 років.
Середній дохід на одне домашнє господарство  становив 60 977 доларів США (медіана — 45 313), а середній дохід на одну сім'ю — 78 692 долари (медіана — 68 000). Медіана доходів становила 46 612 долари для чоловіків та 34 722 долари для жінок. За межею бідності перебувало 12,3 % осіб, у тому числі 15,8 % дітей у віці до 18 років та 5,6 % осіб у віці 65 років та старших.
Цивільне працевлаштоване населення становило 556 осіб. Основні галузі зайнятості: освіта, охорона здоров'я та соціальна допомога — 18,2 %, публічна адміністрація — 13,5 %, сільське господарство, лісництво, риболовля — 12,2 %, науковці, спеціалісти, менеджери — 11,2 %.